# Crowsnest Ridge
Crowsnest Ridge är en ås i Kanada.   Den ligger på gränsen mellan provinserna British Columbia och Alberta , i den södra delen av landet, 2 900 km väster om huvudstaden Ottawa.
I omgivningarna runt Crowsnest Ridge växer i huvudsak barrskog. Runt Crowsnest Ridge är det glesbefolkat, med 18 invånare per kvadratkilometer.